# آبي جونسون
آبي جونسون (بالإنجليزية: Abby Johnson)‏ هي مؤلفة وكاتِبة أمريكية، ولدت في 10 يوليو 1980.